# Пентекости
Пентекости (порт. Pentecoste)  —  муниципалитет в Бразилии, входит в штат Сеара. Составная часть мезорегиона Север штата Сеара. Входит в экономико-статистический  микрорегион Медиу-Куру. Население составляет 32 857 человек на 2006 год. Занимает площадь 1 378,295 км². Плотность населения — 23,8 чел./км².
Праздник города —  23 августа.

## История
Город основан 23 августа 1873 года. 

## Статистика
- Валовой внутренний продукт на 2003 составляет 61.770.923,00 реалов (данные: Бразильский институт географии и статистики).
- Валовой внутренний продукт на душу населения на 2003 составляет 1.886,77 реалов (данные: Бразильский институт географии и статистики).
- Индекс развития человеческого потенциала на 2000 составляет 0,635 (данные: Программа развития ООН).

## География
Климат местности: полупустыня.